# Баређо
Баређо (итал. Bareggio) је насеље у Италији у округу Милано, региону Ломбардија.
Према процени из 2011. у насељу је живело 16546 становника. Насеље се налази на надморској висини од 136 м.

## Становништво
| 1931. | 1936. | 1951. | 1961. | 1971. | 1981.  | 1991.  | 2001.  | 2011.  |
| ----- | ----- | ----- | ----- | ----- | ------ | ------ | ------ | ------ |
| 4.751 | 4.793 | 5.304 | 6.883 | 9.884 | 11.826 | 14.300 | 15.759 | 17.254 |